# Greg Thompson
Gregory Francis Thompson (ur. 28 marca 1947 w St. Stephen, zm. 10 września 2019 w Saint John) − kanadyjski polityk, minister.

## Życiorys
W latach 1988−1993 oraz 1997−2011 zasiadał w Izbie Gmin. A w okresie od 6 lutego 2006 do 16 stycznia 2010 był ministrem do spraw weteranów wojennych w gabinecie premiera Stephena Harpera. Od 2018 do śmierci 10 września 2019 był członkiem Zgromadzenia Legislacyjnego Nowego Brunszwiku.